# Pityopsis falcata
Pityopsis falcata là một loài thực vật có hoa trong họ Cúc. Loài này được (Pursh) Nutt. miêu tả khoa học đầu tiên năm 1840.